# امیر آدویف
امیر آدویف (روسی: Амир Адамович Адуев؛ زادهٔ ۱۱ مهٔ ۱۹۹۹) بازیکن فوتبال اهل روسیه است.
از باشگاه‌هایی که در آن بازی کرده‌است می‌توان به باشگاه فوتبال شاختار قراغندی و باشگاه فوتبال احمد گروزنی اشاره کرد.
وی همچنین در تیم ملی فوتبال زیر ۲۱ سال روسیه بازی کرده‌است.